# Shiozawa Shogo
Shogo Shiozawa (sinh ngày 9 tháng 9 năm 1982) là một cầu thủ bóng đá người Nhật Bản.

## Sự nghiệp câu lạc bộ
Shogo Shiozawa đã từng chơi cho Mito HollyHock, Sagawa Printing, Matsumoto Yamaga FC và AC Nagano Parceiro.